# Le Panache
Pour plus de détails, voir Fiche technique et Distribution.
Le Panache est un film français réalisé par Jennifer Devoldère et sorti en 2024.
Cette comédie dramatique est une production de Vertigo Productions.
Le film est présenté au festival du film de Demain de Vierzon 2024 où il décroche le prix du public.

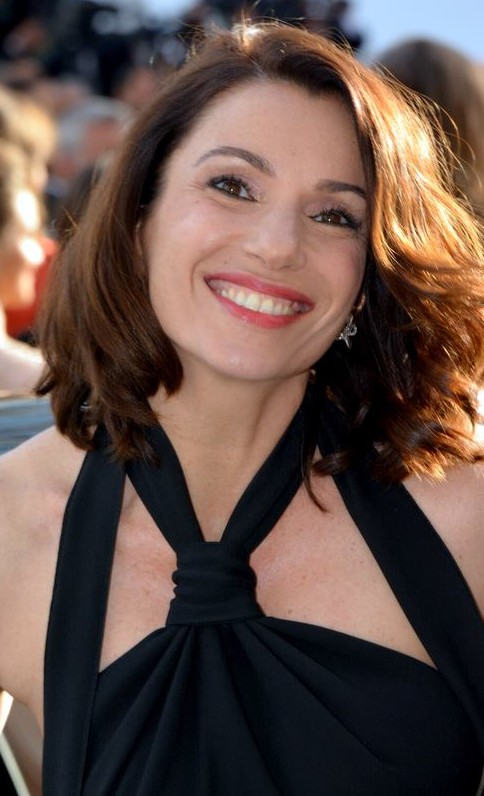
Aure Atika.

## Synopsis
Colin, un adolescent bègue de 14 ans, intègre un nouveau collège. Sa rencontre avec Monsieur Devarseau, professeur de français charismatique, l'encourage à surmonter ses peurs en rejoignant un atelier de théâtre, afin de l'amener à s'ouvrir aux autres et de gagner en confiance en lui.

## Fiche technique
Sauf indication contraire, les informations mentionnées dans cette section peuvent être confirmées par les bases de données cinématographiques  présentes dans la section « Liens externes ».
- Titre original : Le Panache
- Réalisation : Jennifer Devoldère[1],[2],[3],[4]
- Scénario : Cécile Sellam et Jennifer Devoldère[5]
- Production :
- Sociétés de production : Vertigo Productions[5]
- Sociétés de distribution : SND[2],[5]
- Pays de production :  France
- Langue originale : français
- Format : couleur
- Genre : Comédie dramatique[3],[4]
- Durée : 95 minutes[3]
- Dates de sortie :
  - France : 1er juin 2024 (festival du film de Demain de Vierzon[3])
  - France : 20 novembre 2024[2],[4]

## Distribution
- Joachim Arseguel : Colin
- Aure Atika : Giulia
- José Garcia : Monsieur Devarseau
- Tom Meusnier : Maxence
- Eva-Rose Pacaud : Adélaïde
- Vittoria Scognamiglio : la mère de Giulia
- Maxime de Toledo : Stéphane, le père de Colin
- Claire Dumas : Delphine Quentin
- Nicolas Roussiau : le père de Maxence
- Marie-Léa Diab : Nejma
- Neige de Maistre : Anne-Charlotte
- Cédric Vieira : Vince
- Irène Gérardin : Mme Martineau
- Louis Brogniart : Gary

## Production

### Genèse et développement
Le scénario de Cécile Sellam et Jennifer Devoldère est adapté de la pièce Dans la Peau de Cyrano de Nicolas Devort.
La réalisation du film est assurée par Jennifer Devoldère,,,.
Louis-Julien Petit, qui anime le Festival du film de Demain de Vierzon avec l'objectif de mobiliser les spectateurs sur des sujets de société, confie : « ce jeune bègue qui veut jouer Cyrano de Bergerac m'a bouleversé ».

### Tournage
Le tournage se déroule dans le département du Puy-de-Dôme en région Auvergne-Rhône-Alpes de début août à mi-septembre 2023, à Clermont-Ferrand, à Royat, à Riom, à Chamalières, à Issoire, au lac d'Aydat et à Chambon-sur-Lac, et se termine en région Île-de-France.

## Accueil

### Distinction
- Festival du film de Demain de Vierzon 2024 : Prix du public[1]
- 30ᵉ Festival Jean Carmet de Moulins : Prix du public, meilleur second rôle masculin pour Tom Meusnier[7]